# El tesoro de los inocentes (Bingo Fuel)
El tesoro de los inocentes (Bingo fuel) es el primer álbum de estudio de Los Fundamentalistas del Aire Acondicionado, grupo musical fundado y liderada por el músico Indio Solari, exvocalista del grupo Patricio Rey y sus Redonditos de Ricota, lanzado en diciembre del 2004. Cuenta con la participación de Hernán Aramberri, excolaborador de Patricio Rey como integrante. En los créditos del álbum, Solari, aparece bajo el seudónimo «Artista invitado».

## Presentación
El disco fue presentado en El Estadio Ciudad de La Plata, el 12 y 13 de noviembre de 2005 ante 50.000 personas, y más tarde, en El Velódromo Municipal de Montevideo, Uruguay, el 3 de diciembre de ese mismo año ante 15.000 personas.

## Casete
El casete del álbum El tesoro de los inocentes (Bingo fuel) es un misterio. Hay una foto en internet, en la cual, se ve el casete. Es la única foto en que se ve dicho casete. Muchas personas afirman que es falso, hasta el músico Indio Solari no recuerda perfectamente si se había publicado en ese formato. Aunque como todavía no se ha resuelto, hemos decidido que posiblemente el casete si existe.

## Prólogo
Dedicado a Bruno y a la memoria del Capitán Ojo Muerto y de la hermosa muchacha de Los Toldos.

"No sabés qué es un necio?
Es quién se hace el insensible haciendo un poco más frío su mundo..."
John Lennon-Paul McCartney

"Crearé un reino donde el amor sea Rey.
Y te contaré la historia de un Rey que murió al no poder volver a encontrarte."
Jacques Brel

Cinque-tre
cinque-tre
quatro-cinque-sei
Raffaella Carrá

## Lista de canciones
Todas las canciones fueron compuestas por Artista Invitado (Indio Solari).
1. «Nike es la cultura» (6:30)
2. «Amnesia» (5:26)
3. «El tesoro de los inocentes» (4:18)
4. «La piba de Blockbuster» (5:11)
5. «Tomasito podés oírme? Tomasito podés verme?» (4:28)
6. «Mi caramel machiato» (3:40)
7. «La muerte y yo» (3:30)
8. «Adieu! Bye Bye! Aufwiedersehen!» (3:51)
9. «Pabellón séptimo (Relato de Horacio)» (4:46)
10. «El charro chino» (4:26)
11. «Canción para un Goldfish» (4:35)
12. «Tsunami» (4:17)
13. «To beef or not to beef» (4:39)
14. «Ciudad baigón» (5:27)

## Ficha técnica
Música, letras y arte de tapa por el Artista Invitado.
Edu el garfio, Herrera y Nickname Aramberri en ingeniería y funciones pesadas.
Artista Invitado en arreglos, producción y ruidos molestos.
- Artista invitado: Voz, teclados y guitarras.
- Julio Sáez y Baltasar Comotto: Guitarras principales.
- Marcelo Torres: Bajo.
- Hernán Aramberri: Batería.
- Alejo Von Der Pahlen: Saxos (alto, tenor y barítono).
- Ervin Stutz: Trompeta, flueguehorn y trombón.
- Déborah Dixon: Voz en «La piba de Blockbuster».

Matías Requijo: Dig-it en arte y formato de tapa.
Este álbum fue grabado y mezclado en Luzbola.

### Músicos adicionales en la gira presentación
- Gaspar Benegas: En guitarra y coros (Cuando el disco fue presentado en vivo al año siguiente).
- Pablo Sbaraglia: En guitarra acústica, teclado y coros (Cuando el disco fue presentado en vivo al año siguiente).